# Rivas-Vaciamadrid
Rivas-Vaciamadrid és un municipi de la comunitat autònoma de Madrid (Espanya), que està situat dins de l'àrea metropolitana de la capital, entre els rius Manzanares i Jarama. Limita al nord amb Madrid (zona del districte de Vicálvaro) i San Fernando de Henares, al sud amb Arganda del Rey i San Martín de la Vega, a l'est amb Mejorada del Campo i Velilla de San Antonio, i a l'oest amb Getafe i Madrid (districte de Villa de Vallecas).
A causa de la proximitat amb la capital, és la població que més ràpidament ha crescut a Europa en els darrers anys. Ha passat de 500 habitants el 1980 als 70.000 actuals. Hi destaca la indústria alimentària i química, tot i que encara s'hi pot trobar una certa dedicació a l'agricultura i la ramaderia. És un municipi de grans contrastos i d'insòlites peculiaritats, amb un inestimable valor ecològic, ja que tres quartes parts del terme municipal formen part del Parque Regional del Sureste.

## Història
Els municipis de Rivas de Jarama i de Vaciamadrid es van unir en un de sol el 1845. Eren dos pobles petits amb població molt disseminada. Aquests pobles van quedar destruïts durant la Guerra Civil Espanyola perquè es trobaven enmig del front, però els reconstruïren l'any 1954 tot formant un únic nucli.
A partir de la dècada del 1980 es van començar a construir urbanitzacions a 4 km del poble en direcció Madrid. Ben aviat aquest nucli, conegut com a Rivas Urbanizaciones, va tenir més població que el nucli històric. Des d'aleshores el planejament urbanístic ha anat encaminat a unir els dos nuclis, cosa que s'ha aconseguit a causa del fort creixement poblacional del municipi.